# Йоганн I (герцог Баварії)
Іоганн I Дитина (*Johann I. das Kind, 29 листопада 1329 — 20 грудня 1340) — герцог Нижньої Баварії у 1339—1340 роках.

## Життєпис
Походив з династії Віттельсбахів. Син Генріх XIV, герцога Нижньої Баварії, та Маргарити (доньки Яна Люксембургу, короля Богемії). Народився у 1329 році. У 1333 році стає співволодарем батька.
У 1335 році його було заручено з Єлизаветою, донькою польського короля Казимира III. Згодом Генріх XIV планував влаштувати шлюб Іоганна з донькою Рудольфа II, пфальцграфа Рейнського. Втім у 1339 році всі ці плани були скасовані: його батько замирився з імператором Людвігом IV, який скріплено шлюбною угодою Іоганна з донькою імператора Анною. Весілля відбулося у Мюнхені.
Восени того ж року, після смерті Генріха XIV, Іоганн I стає новим герцогом Нижньої Баварії. Втім, з огляду на малолітство регентом став Людвіг IV. У 1340 році Іоганн I помер у Ландсгуті, а його землі перейшли до Людвіга IV. Згідно з хронікою Бенеша Крабіце з Вейтмейла малого герцога було отруєно за наказом імператора. В результаті відбулося об'єднання Баварії.